# Yves Pajot
Yves Pajot, född den 20 april 1952 i La Baule-Escoublac, är en fransk seglare.
Han tog OS-silver i Flying Dutchman i samband med de olympiska seglingstävlingarna 1972 i München.